# سرونه
سرونه (به ایتالیایی: Serrone) یک منطقهٔ مسکونی در ایتالیا است که در استان فروزینونه واقع شده‌است.

## خصوصیات
سرونه ۱۵٫۴ کیلومترمربع مساحت و ۳٬۱۰۴ نفر جمعیت دارد و ۷۳۸ متر بالاتر از سطح دریا واقع شده‌است.